# Dabieshan-Spitzmausmaulwurf
Der Dabieshan-Spitzmausmaulwurf (Uropsilus dabieshanensis) ist eine Säugetierart aus der Gattung der Spitzmausmaulwürfe innerhalb der Maulwürfe (Talpidae). Sie bewohnt die Mittelgebirgslandschaften des Dabie Shan in der chinesischen Provinz Anhui. Es handelt sich um eine mittelgroße Form. Äußerlich ähneln die Tiere anderen Vertretern der Spitzmausmaulwürfe, ihr Körper ist lang, ebenso der Schwanz, die Ohren sind äußerlich sichtbar und die Schnauze ist spitz. Das Fell zeichnet sich durch eine dunkelbraune bis dunkelgraue Färbung aus. Über die Lebensweise liegen keine Informationen vor. Das Vorkommen von Spitzmausmaulwürfen im Dabie Shan wurde erst im Jahr 2018 entdeckt, die Beschreibung als eigenständige Art folgte drei Jahre später.

## Merkmale

### Habitus
Der Dabieshan-Spitzmausmaulwurf ist ein mittelgroßer Vertreter der Spitzmausmaulwürfe. Seine Gesamtlänge beträgt 11,9 bis 13,6 cm. Davon entfallen rund 7,0 bis 7,5 cm auf den Kopf und den Rumpf sowie 5,2 bis 6,2 cm auf den Schwanz. Das Gewicht variiert von 6,2 bis 8,9 g. Wie andere Vertreter der Gattung weist die Art ein spitzmausartiges äußeres Erscheinungsbild mit einem ausgesprochen langen Schwanz auf. Das Rückenfell besitzt eine dunkelgraue bis dunkelbraune Färbung, die Unterseite ist ähnlich getönt, so dass keine Farbunterschiede erkennbar sind. Der lange, dünne Schwanz zeigt sich hingegen zweifarbig mit einer schwarzen Ober- und einer fleischfarbenen Unterseite. Außerdem kommen hier ringartig angeordnete Schuppen vor, zwischen denen die Haare wachsen. Die Lippen sind lang ausgezogen, an der Nase zeigen sich bartartige hellgraue Haare von unterschiedlicher Länge. Die fellbedeckten Ohren ragen dreieckig-spitz auf, ihre Länge beträgt 0,8 bis 0,9 cm. Die Vorderfüße sind kurz, die Hinterfüße schlank, aber gut entwickelt und mit fünf Zehen ausgestattet. Allgemein sind sie aber kleiner als bei anderen Arten der Gattung. Auf der Oberseite liegen schwarz gesprenkelte Schuppen auf. Die Hinterfüße messen rund 1,3 cm in der Länge.

### Schädel- und Gebissmerkmale

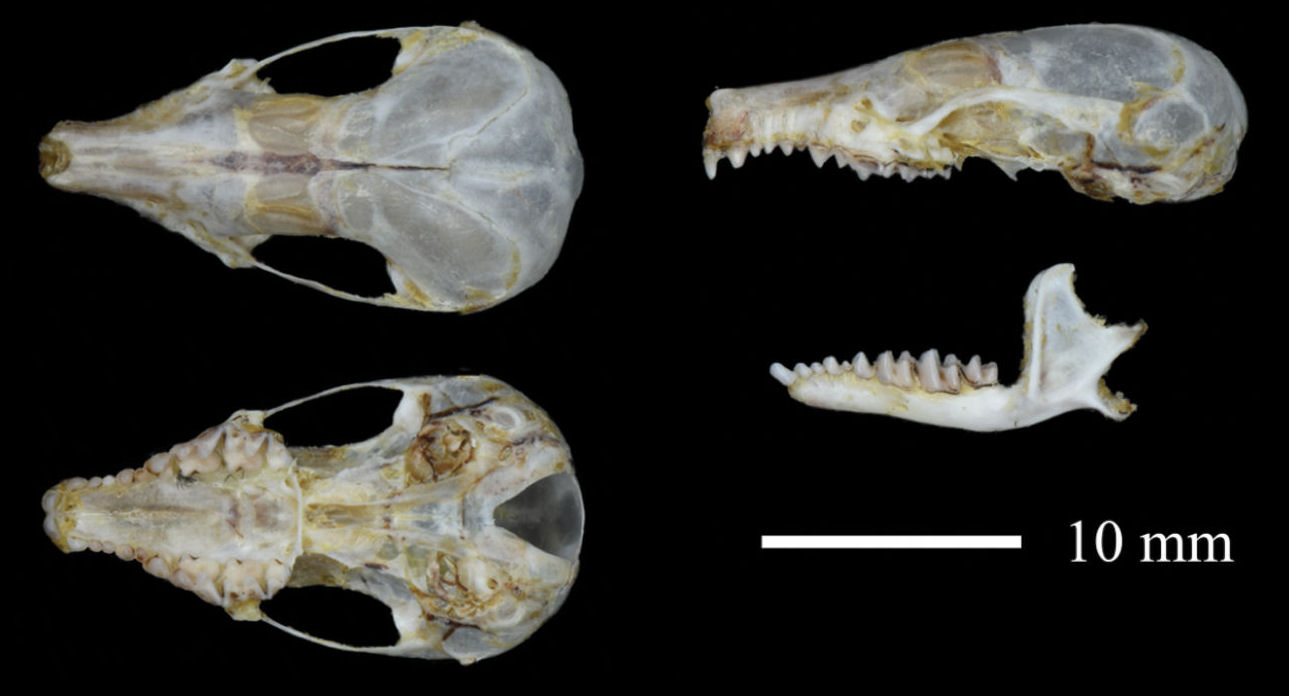
Schädel und Unterkiefer des Dabieshan-Spitzmausmaulwurfs

Der Schädel ist 21,1 bis 21,8 mm lang und am Hirnschädel 10,9 bis 11,5 mm breit sowie 6,6 bis 6,8 mm hoch. An den Jochbögen liegt die Weite bei 10,4 bis 11,0 mm, am Ansatz des Rostrums bei 7,9 bis 8,8 mm. Zwischen den Orbita verengt sich der Schädel auf 5,3 bis 5,9 mm. Insgesamt ist der Schädel breit und in Seitenansicht am Hirnschädel gerundet. Im Vergleich zum Chinesischen Spitzmausmaulwurf (Uropsilus gracilis) wirkt er länger, breiter und niedriger. Das Gebiss setzt sich aus 38 Zähnen zusammen, die Zahnformel lautet: {\displaystyle {\frac {2.1.4.3}{1.1.4.3}}} Dadurch besteht die obere Zahnreihe aus zehn, die untere aus neun Zähnen. Das Gebiss stimmt mit dem des Chinesischen Spitzmausmaulwurfes und des Yunnan-Spitzmausmaulwurfes (Uropsilus investigator) überein, weicht aber bei gleicher Zahnanzahl strukturell von dem des Anderson-Spitzmausmaulwurfes (Uropsilis andersoni) ab. Der obere erste Schneidezahn übertrifft den zweiten an Höhe, ebenso den Eckzahn, der noch einmal kleiner ist. Der zweite obere Prämolar überragt den ersten und dritten, erreicht aber nicht die Größe des vierten. Der zweite obere Molar ist gegenüber den anderen beiden am größten ausgebildet. Die Kauoberfläche zeigt ein typisches W-artiges Scherleistenmuster. Im Unterkiefer ist der Schneidezahn größer als der Eckzahn, die Größenverteilung der hinteren Zähne stimmt weitgehend mit der des Oberkiefers überein. Die gesamte untere Zahnreihe wird 8,4 bis 8,8 mm lang.

## Verbreitung und Lebensraum

Verbreitungsgebiet des Dabieshan-Spitzmausmaulwurfs

Der Dabieshan-Spitzmausmaulwurf ist bisher nur aus der chinesischen Provinz Anhui bekannt, wo er im Dabie Shan vorkommt. Dort wurde die Art in zwei Naturschutzgebieten nachgewiesen, im staatlich geführten Naturreservat Yaoluoping und im Naturreservat Huoshan-Foziling, das unter Provinzverwaltung steht. Die bekannte Höhenverbreitung liegt bei 1064 bis 1273 m. Möglicherweise kommt der Dabieshan-Spitzmausmaulwurf noch in anderen Bereichen des Gebirges vor.

## Lebensweise
Über die Lebensweise des Dabieshan-Spitzmausmaulwurfs liegen keine Informationen vor. Wie andere Arten der Spitzmausmaulwürfe bewohnt sie Bergwälder sowie Gebüschlandschaften und hält sich oberirdisch auf.

## Systematik
Der Dabieshan-Spitzmausmaulwurf ist eine eigenständige Art innerhalb der Gattung der Spitzmausmaulwürfe (Uropsilus). Diese besteht gegenwärtig aus rund einem Dutzend Arten. Einige Forscher gehen aber von einer gut doppelt so hohen Anzahl aus, da nach genetischen Untersuchungen einige kryptische Arten bestehen. Die Spitzmausmaulwürfe bilden einen Teil der Familie der Maulwürfe (Talpidae) und stehen innerhalb dieser in der eigenen Unterfamilie der Uropsilinae als momentan einziges Mitglied. Die Uropsilinae werden als relativ urtümliche Vertreter der Maulwürfe angesehen. Charakterisiert sind sie durch ein spitzmausartiges Äußeres mit langem Schwanz und sichtbaren Ohren. Die seitlich gepressten Krallen eignen sich nicht zum Graben, so dass die Tiere weitgehend oberirdisch leben. Die Gruppe war ursprünglich weit über Eurasien verbreitet, heute beschränkt sie sich auf kleine, zumeist gebirgige Refugien im östlichen und südöstlichen Asien. Insgesamt sind Gattung und Unterfamilie wenig erforscht, dies betrifft sowohl die Lebensweise als auch die Artenvielfalt sowie die systematische Untergliederung. Für letzteres wurden in der forschungsgeschichtlichen Vergangenheit wenigstens drei unterschiedliche Gattungen postuliert, deren Unterscheidung anhand der Zahnanzahl (Uropsilus mit 34 sowie Nasillus und Rhynchonax mit je 38 Zähnen in unterschiedlicher Anordnung) erfolgte. Nach molekulargenetischen Analysen trennten sich die Spitzmausmaulwürfe im Mittleren Eozän vor rund 47 Millionen Jahren von den anderen Linien der Maulwürfe ab. Eine stärkere Diversifizierung der Gruppe erfolgte aber erst im Übergang vom Miozän zum Pliozän vor etwa 6,8 Millionen Jahren. Die Linie des Dabieshan-Spitzmausmaulwurfs besteht seit etwa 2,4 Millionen Jahren, bildete sich also im Altpleistozän heraus. In einer ersten phylogenetischen Untersuchung aus dem Jahr 2021 stand sie als Schwesterklade einer Gruppe von Arten gegenüber, die sich aus dem Chinesischen Spitzmausmaulwurf (Uropsilus gracilis), dem Schwarzrücken-Spitzmausmaulwurf (Uropsilus atronates) und mehreren unbeschriebenen Formen zusammensetzte. Eine zwei Jahre später veröffentlichte Studie wies den Sichuan-Spitzmausmaulwurf (Uropsilus soricipes) als nächsten Verwandten aus. Neuere Analysen ordnen den Dabieshan-Spitzmausmaulwurf jedoch als die Schwesterart einer Gruppe ein, die einerseits die Gemeinschaft um den Chinesischen, andererseits jene um den Sichuan-Spitzmausmaulwurf einschließt.
Die wissenschaftliche Erstbeschreibung des Dabieshan-Spitzmausmaulwurfs erfolgte im Jahr 2021 durch ein Wissenschaftlerteam um Hu Ting-Li. Zuvor, im Jahr 2018, waren bereits in einer molekulargenetischen Studie insgesamt 15 monophyletische Linien innerhalb der Gattung herausgearbeitet worden, die wahrscheinlich als eigenständige Arten anzusehen sind, Der Dabieshan-Spitzmausmaulwurf gehörte allerdings nicht dazu. Die Tiere wurden erst im gleichen Jahr während einer wissenschaftlichen Expedition in den Dabie Shan in der chinesischen Provinz Anhui entdeckt, davor waren von dort keine Spitzmausmaulwürfe bekannt gewesen. Als Holotyp wählten die Forscher ein männliches Individuum aus dem Naturreservat Foziling aus, das in 1064 m Höhe gefangen worden war. Das Gebiet gilt als Typusregion des Dabieshan-Spitzmausmaulwurfs. Drei Weibchen von verschiedenen anderen Fundpunkten bilden die Paratypen. Der Artzusatz dabieshanensis verweist auf die Verbreitung der Art im Dabie Shan. Die Entdeckung der neuen Form erweitert das Verbreitungsgebiet der Spitzmausmaulwürfe weit nach Osten.